# Ginecofobia
La ginecofobia (o ginofobia, dal greco antico γυνή?, gynḗ, "donna" e φόβος, phóbos  [fobia], "paura") è una innaturale fobia della donna.

## Definizione
La paura delle donne, da non confondere con la misoginia, sarebbe da ricondurre ad una fantasia maschile di castrazione. Freud parlava di questa paura delle donne come spiegazione della fantasia maschile della castrazione, che la donna non solo rappresenta, ma attivamente richiama in soggetti che, per le particolari caratteristiche della madre, non hanno raggiunto un sufficiente risolvimento del complesso edipico.